# Prêmio Microsoft
O Prêmio Microsoft (em inglês: Royal Society and Académies des sciences Microsoft Award) foi um prêmio anual concedido pela Royal Society juntamente com a Académie des Sciences a pesquisadores trabalhando na Europa com contribuições destacadas para o avanço das ciências utilizando métodos computacionais. O prêmio foi financiado pela Microsoft Research.
O prêmio foi disponibilizado a qualquer pesquisador que tenha contribuído significativamente na interface computacional e científica, abrangendo as áreas de ciências biológicas, ciências físicas, matemática e engenharia. O prêmio reconheceu a importância da pesquisa interdisciplinar na interface entre ciências e computação para o avanço da fronteira científica, bem como a importância da investigação para pesquisadores europeus, dotando a Europa de uma base científica competitiva.
O laureado foi selecionado por um comitê composto por membros da academia de ciências e outros integrantes da Royal Society. O prêmio consistiu de um troféu e de 250 000 euros, dos quais 7500 destinados ao laureado e o restante aplicado para financiar novas pesquisas.
O primeiro prêmio foi concedido em 2006 e o último em 2009. Foi extinto em 2012 e sucedido pelo Prêmio Milner.
| Ano  | Laureado        | Afiliação                             | Premiado por                                       | Referência |
| ---- | --------------- | ------------------------------------- | -------------------------------------------------- | ---------- |
| 2006 | Dennis Bray     | Universidade de Cambridge             | quimiotaxia computacionalmente simulada da E. coli | [ 2 ]      |
| 2007 | Giorgio Parisi  | Universidade La Sapienza              | cromodinâmica quântica e vidros de spin            | [ 3 ]      |
| 2008 | Nicholas Ayache | INRIA                                 | análise de imagens médicas                         | [ 4 ]      |
| 2009 | Peer Bork       | European Molecular Biology Laboratory | análise computacional do microbiota humano.        | [ 5 ]      |